# Bazel (Zwitserland)
Bazel (Duits: Basel, Frans: Bâle, Italiaans/Reto-Romaans: Basilea) is een stad in het noordwesten van Zwitserland. De stad ligt aan de Rijn, de Birs komt in Bazel in de Rijn uit.
Bazel telt ruim 176.000 inwoners (2023), waarmee het naar inwonertal de derde stad van Zwitserland is. De hele agglomeratie telt ongeveer 830.000 inwoners (2004). De stad Bazel beslaat vrijwel geheel het kanton Basel-Stadt. In het oosten van het stadskanton liggen, op circa 450 meter hoogte, de meer landelijke gemeenten Riehen en Bettingen. De officieel gesproken taal is het Duits. In Bazel wordt echter voornamelijk Bazelduits gesproken, het enige Nederalemannische dialect dat in Zwitserland wordt gesproken, en dat voor onder andere Duitstaligen moeilijk verstaanbaar is. 
Bazel staat algemeen bekend als de culturele hoofdstad van Zwitserland. De stad is bekend van vele musea, variërend van het Kunstmuseum Basel, de eerste collectie kunst die toegankelijk is voor het publiek ter wereld (1661) en het grootste kunstmuseum van Zwitserland, tot de Fondation Beyeler (gevestigd in Riehen) en het Museum für Gegenwartskunst Basel, het eerste openbare museum voor hedendaagse kunst in Europa. In 1460 werd in Bazel de eerste Zwitserse universiteit opgericht. Vanwege het intellectuele erfgoed van Erasmus van Rotterdam in de 16e eeuw, wordt de universiteit over het algemeen gerekend tot een van de geboorteplaatsen van het humanisme uit de Renaissance.
Ook is het hoofdkantoor van de Bank for International Settlements hier gevestigd en is er een grote farmaceutische industrie.
In 2019 werd Bazel door Mercer samen met Genève en Zürich gerangschikt onder de tien meest leefbare steden ter wereld.

## Geschiedenis

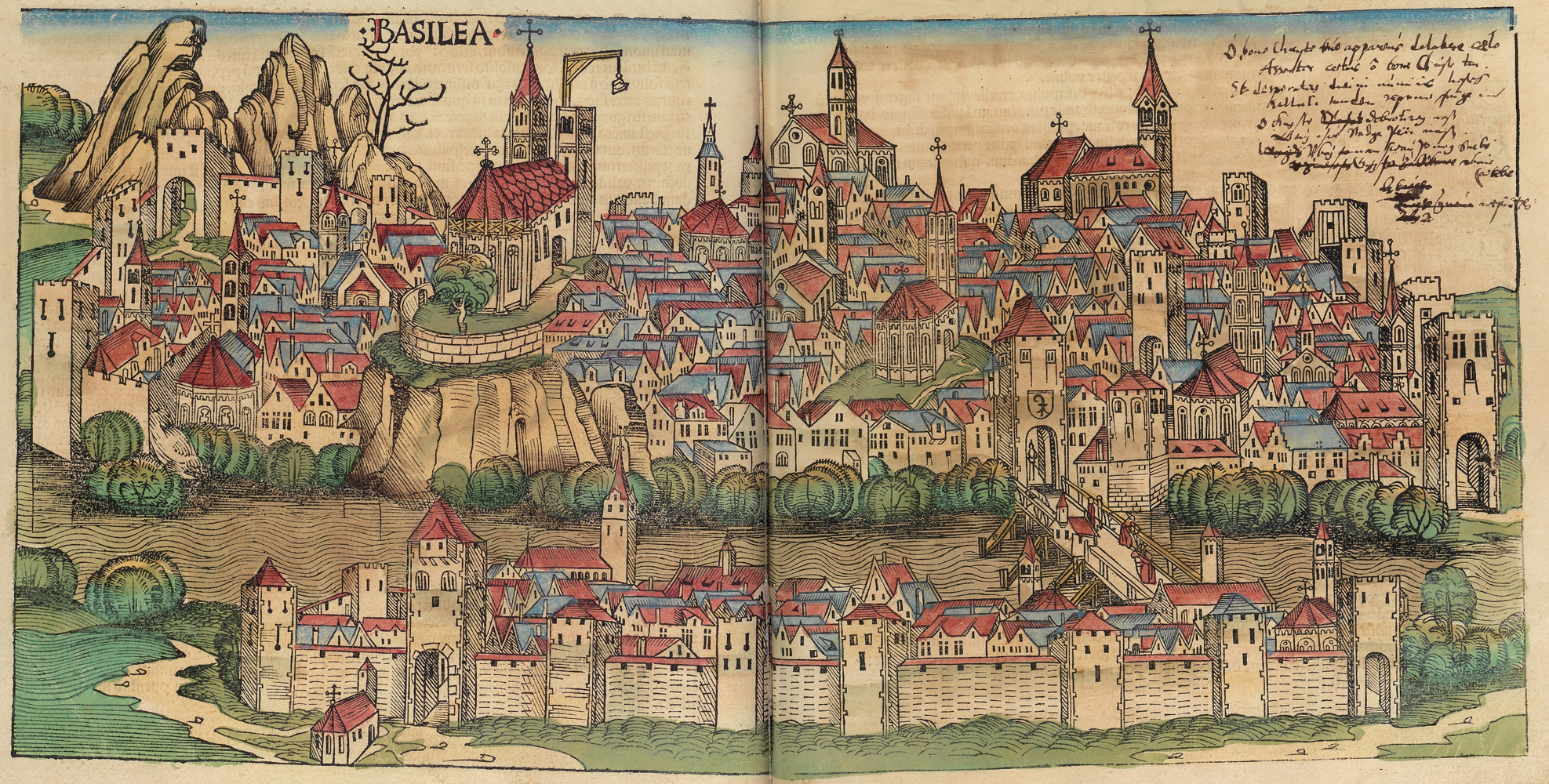
Bazel in de Kroniek van Neurenberg, 1493

De Kelten bewoonden een heuvel op de linkeroever van de Rijn, op de plaats van de Munster van Bazel.
In 374 werd er  voor het eerst melding gemaakt van een nederzetting aan de Rijn, Basilea. In 740 werd Bazel bisschopsstad. Vooral door de macht van de bisschoppen maakte Bazel een stormachtige ontwikkeling door. De stad strekte zich uit over twee heuvels en kreeg een stadsmuur. Het grondgebied werd met grote landerijen en velden uitgebreid. Uiteindelijk ontstond een gebied waarin stad en land Bazel werden genoemd en werd er gesproken over Basel-Stadt ('Bazel-Stad'), en Basel-Landschaft ('Bazel-Land').
Bij de aardbeving van Bazel op 18 oktober 1356 liep de stad forse schade op. In 1417 woedde in Bazel een grote stadsbrand. In 1460 werd de Universiteit van Bazel opgericht.
Van 1431 tot 1449 vond het Concilie van Bazel plaats. In 1501 trad Bazel toe tot het Oude Eedgenootschap als kanton Bazel. In 1833 waren stad en land het oneens over diverse regelingen zodat het land zich van de stad afscheidde. Vanaf dat moment zijn Basel-Stadt en Basel-Landschaft zogenaamde halfkantons in Zwitserland. In 1529 werd de stad protestants en werd de bisschop van Bazel verdreven.
In 1897 werd in Bazel het eerste congres van de Zionistische Wereldorganisatie gehouden. In totaal werd het congres tien keer in Bazel gehouden, meer dan in enige andere stad ter wereld.
De stad werd rijk door haar chemische en farmaceutische industrie. Een eerste ontwikkeling in deze industrie was de fabricage van kleurstoffen om zijde te verven. Op 16 november 1938 werd de psychedelische drug LSD voor het eerst gesynthetiseerd door de Zwitserse chemicus Albert Hofmann in Sandoz Laboratories in Bazel. Het Roche concern is er gevestigd.

## Stadsbeeld
Bazel ligt aan weerszijden van de Rijn; op de linkeroever ligt Groot-Bazel en op de rechteroever Klein-Bazel. De twee stadsdelen worden door vijf bruggen met elkaar verbonden, waarvan één spoorbrug. De Mittlere Rheinbrücke is de bekendste.
Groot-Bazel herbergt het historische stadscentrum met de 12e-eeuwse Munster van Bazel als  blikvanger. De Marktplatz met het gotische stadhuis en Jugendstilpanden behoort tot de opvallende pleinen. Een ander markant plein is de Barfüsserplatz: lokaal Barfi genoemd. Het plein ontleent zijn naam aan de Franciscanen, die hier ooit hun klooster hadden en blootsvoets, ofwel barfuss rondliepen. De woonwijken in Groot-Bazel hebben een groen, parkachtig karakter.
Noemenswaardig is de markante, neogotische evangelische Elisabethenkirche uit 1865 in het centrum van de stad. De toren is ruim 70 m hoog, op 52 m hoogte bevindt zich een smal uitzichtplatform dat via 228 treden te bereiken is. Rond 1968 dreigde sloop van de kerk ten gunste van een parkeergarage. Na de bouw van de Lukaskirche in 1973 verloor de Elisabethenkirche als godshuis haar functie. Nieuwbouw van het Stadstheater aldaar in 1975 veranderde de directe omgeving ingrijpend. Rond 1992 werd de kerk gerestaureerd. Sinds 1994 is ze een 'Offene Kirche' met beneden een klein café en wordt ze gebruikt voor talloze ook niet-kerkelijke activiteiten en doeleinden.
In Bazel zijn diverse parken, waaronder het Kannenfeldpark uit 1951 in de wijk St. Johann, met 9,1 hectare het grootste stadspark van Bazel, dat van 1868-1932 een kerkhof was. In het park staan talloze uitheemse boomsoorten. Voorts zijn er vijverbekkens, een kiosk en een tuinhuis. Het beeldhouwwerk De lachende reus van circa 5 meter hoog, achter een boom geplaatst, stamt uit 1990. Wat zuidelijker, in de wijk Bachletten, bevindt zich het Schützenmattpark.
In Kleinbasel, ten noorden en oosten van de Rijn, is het stadsbeeld wat rommeliger en meer industrieel. Deze eigenschappen maken Klein-Bazel een populair stadsdeel onder jongeren voor zowel wonen als uitgaan. In Kleinbasel bevindt zich ook de Messe, waar jaarlijks grote tentoonstellingen worden georganiseerd, waaronder Art Basel. Voornamelijk aan de oevers van de Rijn tot in de voorsteden, zoals Kleinhüningen tegen Duitsland aan, liggen uitgestrekte industrieterreinen. Er bevinden zich in Kleinbasel enkele hoge kantoorgebouwen, zoals de 105 m hoge Messeturm (2003) met 31 etages en de 178 m hoge Roche-Turm (2015) met 41 etages. Naast de eerste Roche-Turm is in 2021 een tweede Roche-Turm opgeleverd, 205 m hoog. De laatste is dan Zwitserlands hoogste kantoorgebouw.

### Moderne architectuur
Bazel is een van de Europese centra voor hedendaagse architectuur. Het Bazelse architectenduo Herzog & de Meuron won in 2001 de Pritzker Prize, die als de Nobelprijs voor de architectuur wordt beschouwd. Ze ontwierpen onder andere het museum Tate Modern in Londen, de Prada-winkel in Tokio en het Olympisch stadion voor de Spelen van 2008 in Peking.
Enkele voorbeelden van hedendaagse architectuur in Bazel met het ontstaansjaar en de naam van de respectievelijke ontwerper(s):
- Bankgebouw Aeschenplatz (1995) - Mario Botta
- Museum Tinguely (1996) - Mario Botta
- Fondation Beyeler (1997) - Renzo Piano
- Peter-Merian-Haus (1999) - Hans Zwimpfer, met façades van beeldend kunstenaar Donald Judd
- Messeturm (2003) - Morger Degelo Marques
- Kantoorgebouw Elsässertor (2005) - Herzog & de Meuron
- Kantoorgebouw Novartis (2005) - Diener & Diener, Federle en Wiederin
- Roche-Turm 1 (2015) - Herzog & de Meuron
- Roche-Turm 2 (2022) - Herzog & de Meuron

Op het terrein van meubelfabrikant Vitra in het Duitse  Weil am Rhein, in de agglomeratie van Bazel, liggen verder belangrijke gebouwen van o.a. Zaha Hadid, Frank Gehry, Tadao Ando en Álvaro Siza.

## Bestuurlijke indeling

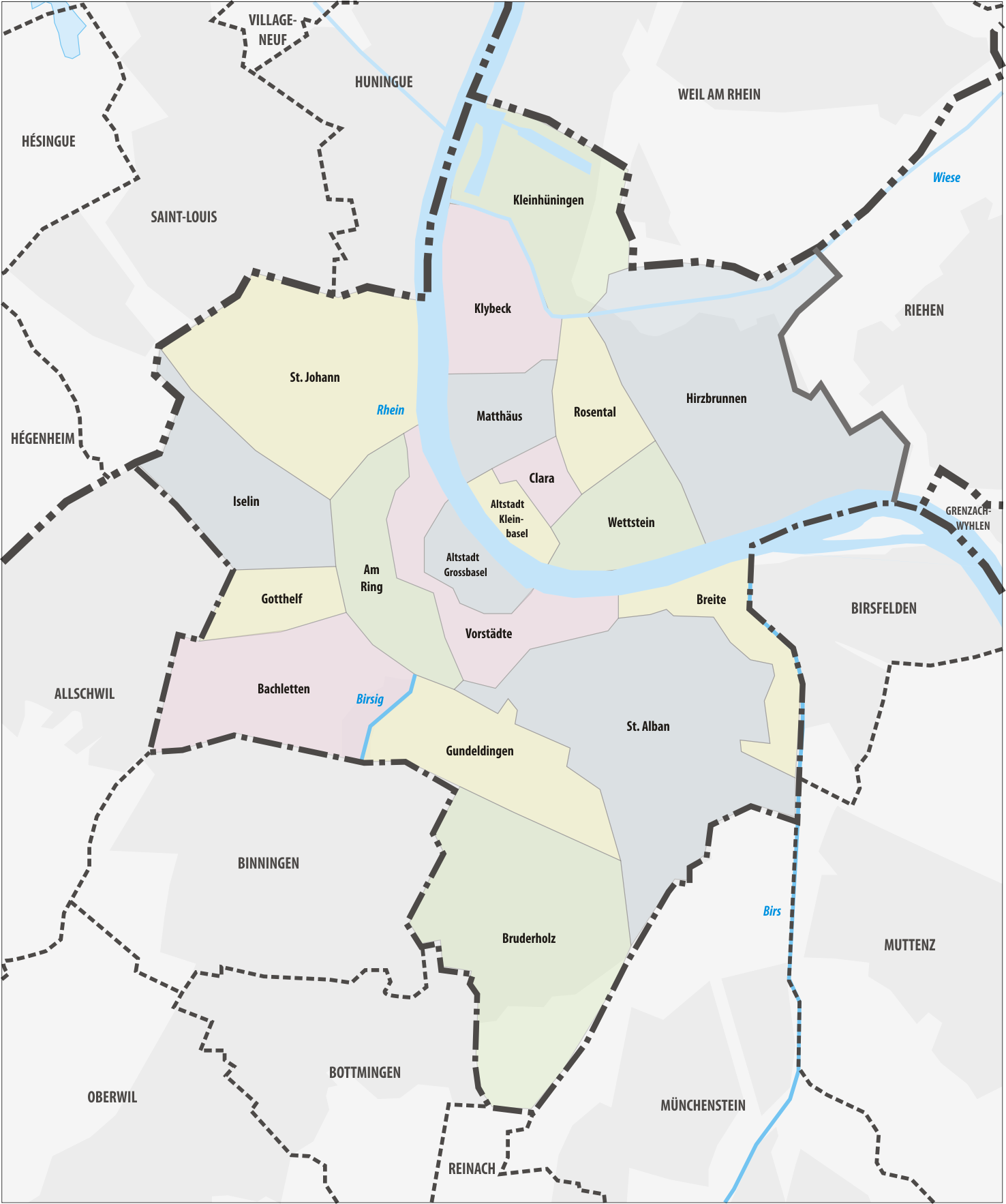
Quartieren van Bazel

Altstadt Kleinbasel

Bazel bestaat uit 19 Quartiere die links en rechts van de Rijn liggen.
- Quartiere linkeroever van de Rijn of Groot Bazel: Altstadt Grossbasel, Vorstädte, Am Ring, Breite, St. Alban/Gellert, Gundeldingen, Bruderholz, Bachletten, Gotthelf, Iselin, St. Johann.
- Quartiere rechteroever van de Rijn of Klein Bazel: Altstadt Kleinbasel, Clara, Wettstein, Hirzbrunnen, Rosental, Matthäus en Klybeck en Kleinhüningen (1893 geannexeerd).

| Quartiere Groot Bazel | ha     | Quartiere Klein Bazel | ha      |
| --------------------- | ------ | --------------------- | ------- |
| Altstadt Grossbasel   | 37,63  | Altstadt Kleinbasel   | 24,21   |
| Basel-Vorstädte       | 89,66  | Clara                 | 23,66   |
| Basel-Am Ring         | 90,98  | Wettstein             | 75,44   |
| Breite                | 68,39  | Hirzbrunnen           | 305,32  |
| St. Alban             | 294,46 | Rosental              | 64,33   |
| Gundeldingen          | 123,19 | Matthäus              | 59,14   |
| Bruderholz            | 259,61 | Klybeck               | 91,19   |
| Bachletten            | 151,39 | Kleinhüningen         | 136,11  |
| Gotthelf              | 46,62  | Bazel                 | 2275,05 |
| Iselin                | 109,82 | Riehen                | 1086,10 |
| St. Johann            | 223,90 | Bettingen             | 222,69  |
|                       |        | Kanton Bazel-Stad     | 3583,84 |

## Economie

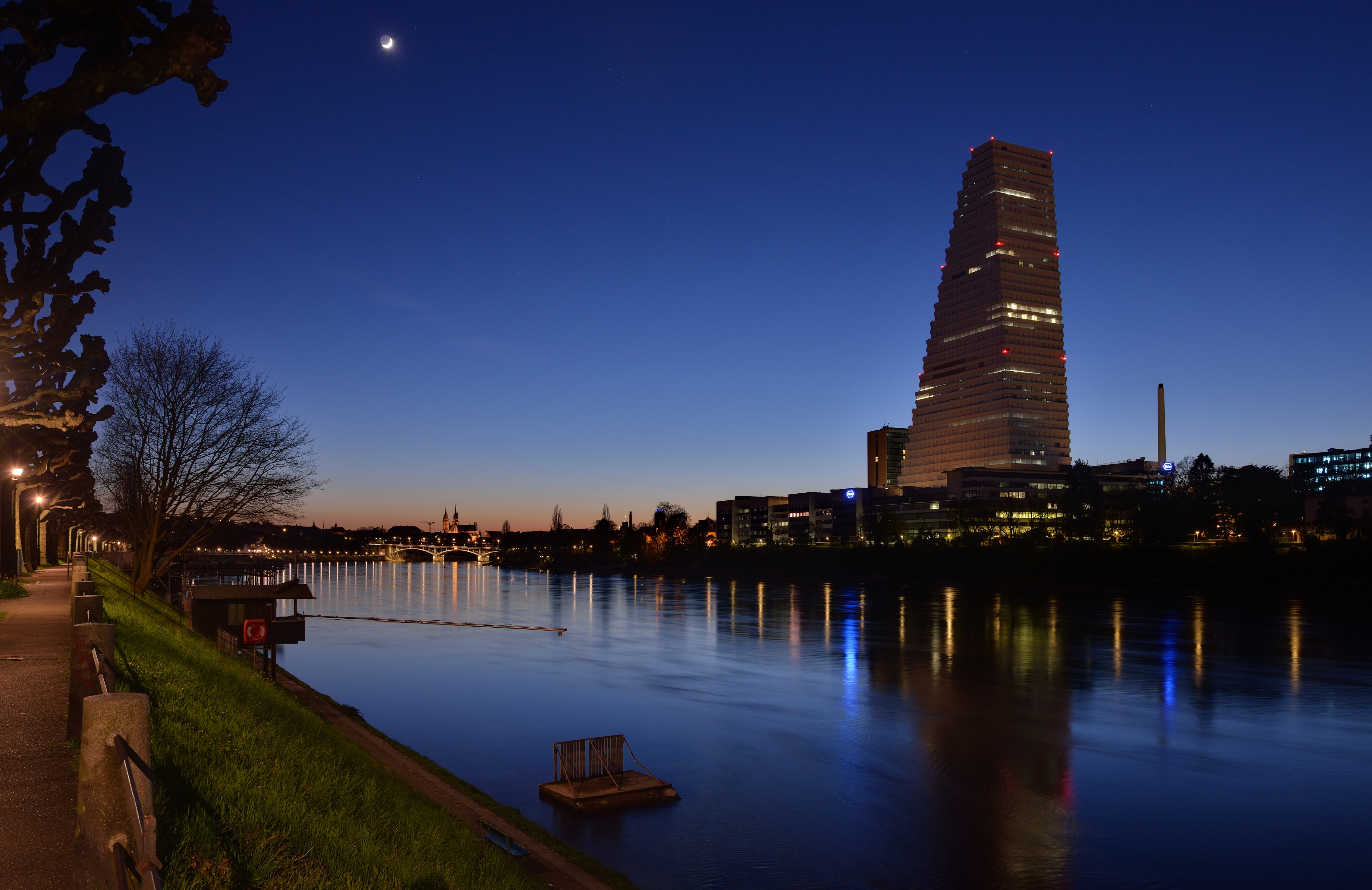
Roche Tower 1, het hoogste gebouw in Zwitserland rond 2016

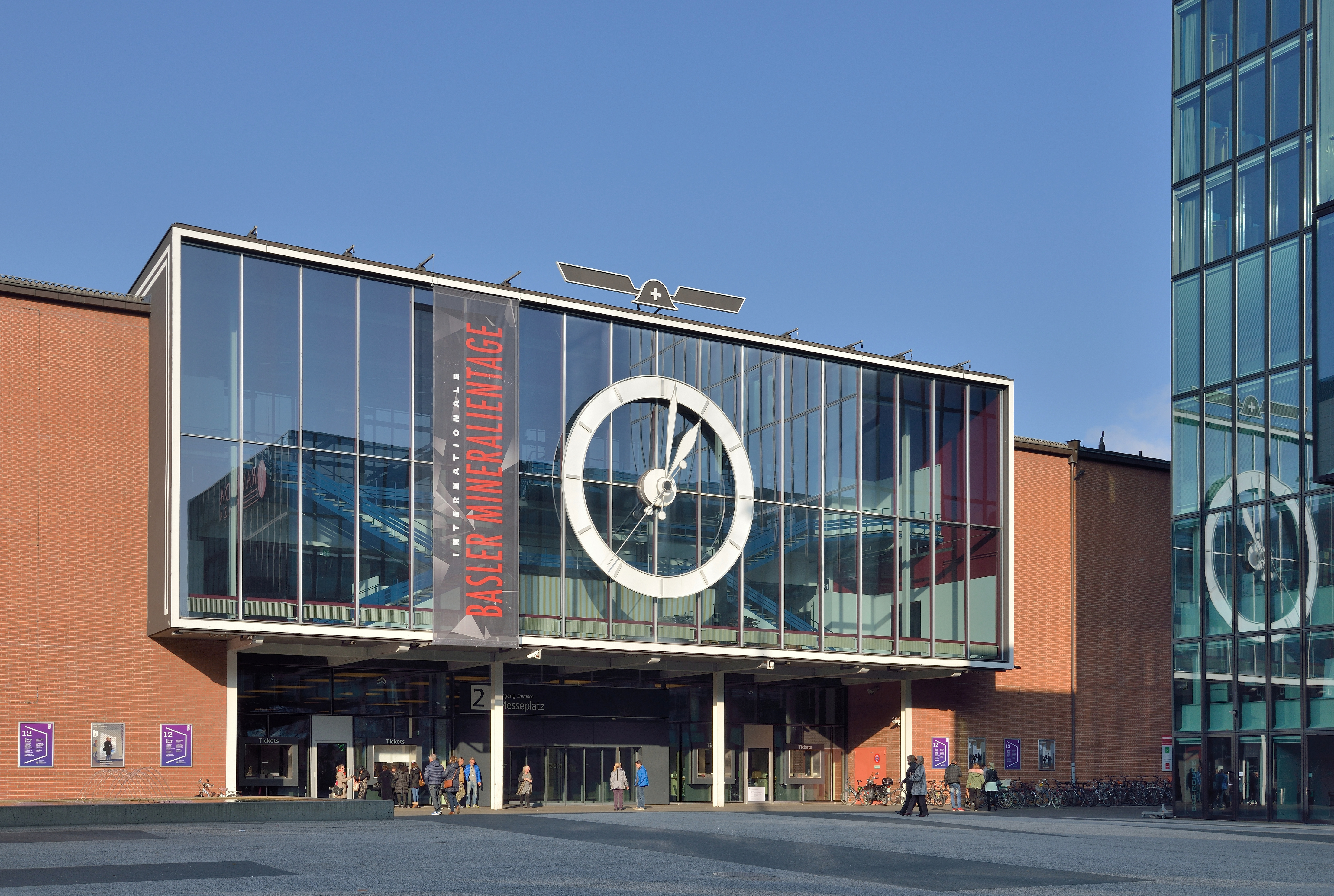
Messezentrum Basel

Bazel is een knooppunt van  internationale spoor- en autosnelwegen.
De farmaceutische en chemische industrie is de voornaamste bedrijfstak, met hoofdkantoren van Novartis, Roche en Syngenta. Verder is Bazel een financieel centrum met kantoren van verzekeringsmaatschappijen en banken, al is het belang van deze sector door een geleidelijke verschuiving naar Zürich afgenomen. In Bazel is het hoofdkantoor van Bank for International Settlements gevestigd.
Mede door de gunstige ligging van de stad, op de grens met Frankrijk en Duitsland is de logistieke- en transportindustrie sterk vertegenwoordigd. Het goederenstation van de spoorwegen is het grootste van Zwitserland. Vanaf de jaren 90 van de 20e eeuw is de informatie- en communicatiebranche sterk in opkomst.
De Mustermesse Basel is het grootste beursgebouw van het land. Internationale congressen en vakbeurzen vinden hier plaats. Het beursterrein bevindt zich in Klein Bazel.

## Openbaar vervoer
Het station Basel SBB, in het centrum van de stad, is een internationaal spoorwegknooppunt. Treinen uit Duitsland en Frankrijk komen hier aan en vertrekken, voor korte en langere afstanden. De sombere tunnels naar de perrons van het station Basel SBB werden in 2003 gesloten en vervangen door een bovengrondse passerelle: een glazen overdekte loopbrug met winkels en kleine eetgelegenheden. Daarnaast is er een lokaal spoornet, de Regio S-Bahn Basel. De Franse spoorwegen hebben op Basel SBB een eigen stationsruimte (westvleugel). Sinds 2018 worden de perrons en overkappingen gerenoveerd. In het noorden van de stad is er het station Basel Badischer Bahnhof een eindpunt voor regionale Duitse treinen en opgenomen als Duits station voor de Duitse treintarieven. Eventuele grensformaliteiten vinden in dit station plaats.
De tram van Bazel is verdeeld tussen de Basler Verkehrs-Betriebe (BVB) met groene trams voor de stad en de Baselland Transport (BLT) met gele trams voor de voorsteden. Buiten de stad rijden de BLT-trams als sneltram met een eigen baanvak en eigen bewaakte overwegen.
In 2000 zijn de tramperrons vóór het spoorwegstation SBB, op het Centralbahnhofplatz, verbouwd, uitgebreid en voor het autoverkeer afgesloten. Sinds december 2014 rijdt er voor het eerst sedert 1967 weer een tram rechtstreeks naar Duitsland, naar de grensplaats Weil am Rhein.
Bazel had tot medio 2008 ook trolleybussen.
Sinds 1953 bezit de stad een vliegveld op Frans grondgebied: EuroAirport Basel-Mulhouse-Freiburg. Zowel Zwitserland, Frankrijk als Duitsland hebben een belang in deze luchthaven. Vanaf de luchthaven worden verbindingen met veel Europese steden onderhouden.

## Cultuur

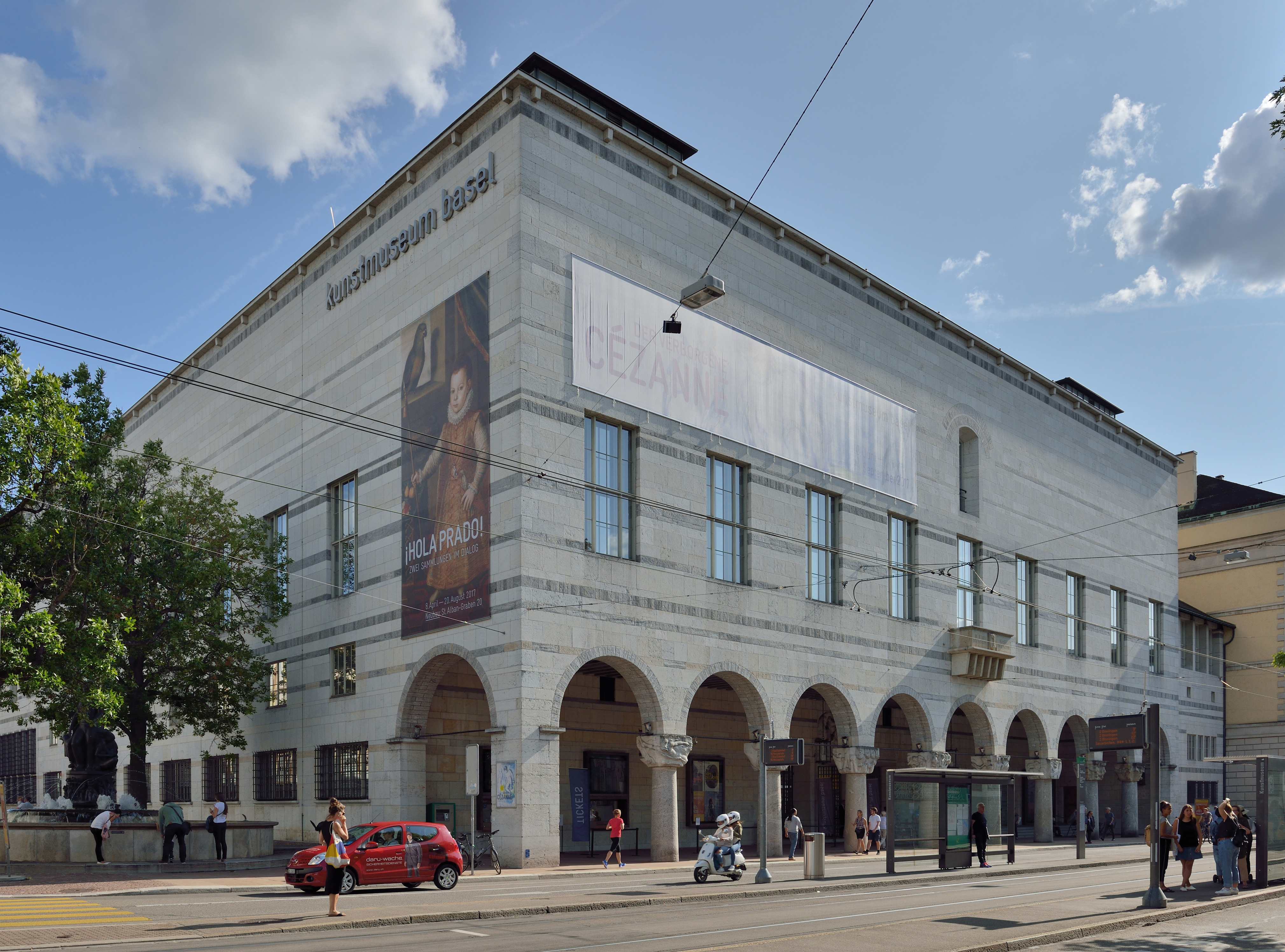
Het Kunstmuseum Basel, dat in 1661 werd geopend als het oudste openbare kunstmuseum ter wereld

Bazel is een cultuurstad. De stad telt 41 musea, waaronder de volgende:
- Historisch Museum Bazel, met vier vestigingen:
  - Museum für Geschichte, in de Barfüsserkirche
  - Musikmuseum, in het Lohnhof
  - Museum für Pferdestärken (techniek), in de Merian Gärten Brüglingen
  - Museum für Wohnkultur, in het Haus zum Kirschgarten
- Kunstmuseum Basel
- Museum für Gegenwartskunst
- Kunsthalle Basel
- Museum Tinguely
- Fondation Beyeler
- Antikenmuseum

Het Theater Basel heeft internationaal een goede naam. De grote zaal biedt plaats aan 1.000 mensen.

### Sport
De grootste, bekendste en meest populaire voetbalclub uit Bazel is FC Basel. De club speelt in het St. Jakob-Park waar voor het WK voetbal in 1954 en het EK voetbal 2008 wedstrijden werden gespeeld.
Bazel was in 1939, 1953 en 1998 gastheer van het WK ijshockey.
In 2006 was Bazel een van de vijf speelsteden tijdens het EK handbal (mannen).
In 2019 vindt in de Jakobshalle het WK badminton plaats.

## Stedenband
- Rotterdam Nederland, sinds 1945

## Bekende inwoners van Bazel
Desiderius Erasmus is begraven in het munster, nadat hij de laatste jaren van zijn leven in Bazel had doorgebracht.

### Geboren
- Lijst van Bazelaars

### Overleden
- Frieda Albiez (1876-1922), Duits-Zwitsers maatschappelijk werkster
- Sophie Arnold-Zurbrügg (1856-1939), arbeidersactiviste, feministe en politica
- Lore Berger (1921-1943), schrijfster
- Thea Sternheim (1883-1971), auteur, vertaler en dagboekschrijfster
- Maria Aebersold (1908-1982), schrijfster en vertaalster
- Eva Bernoulli (1903-1995), actrice en logopediste
- Elsa Cavelti (1907-2001), operazangeres
- Gian-Reto Plattner (1939-2009), fysicus, hoogleraar en politicus[2]

## Galerij

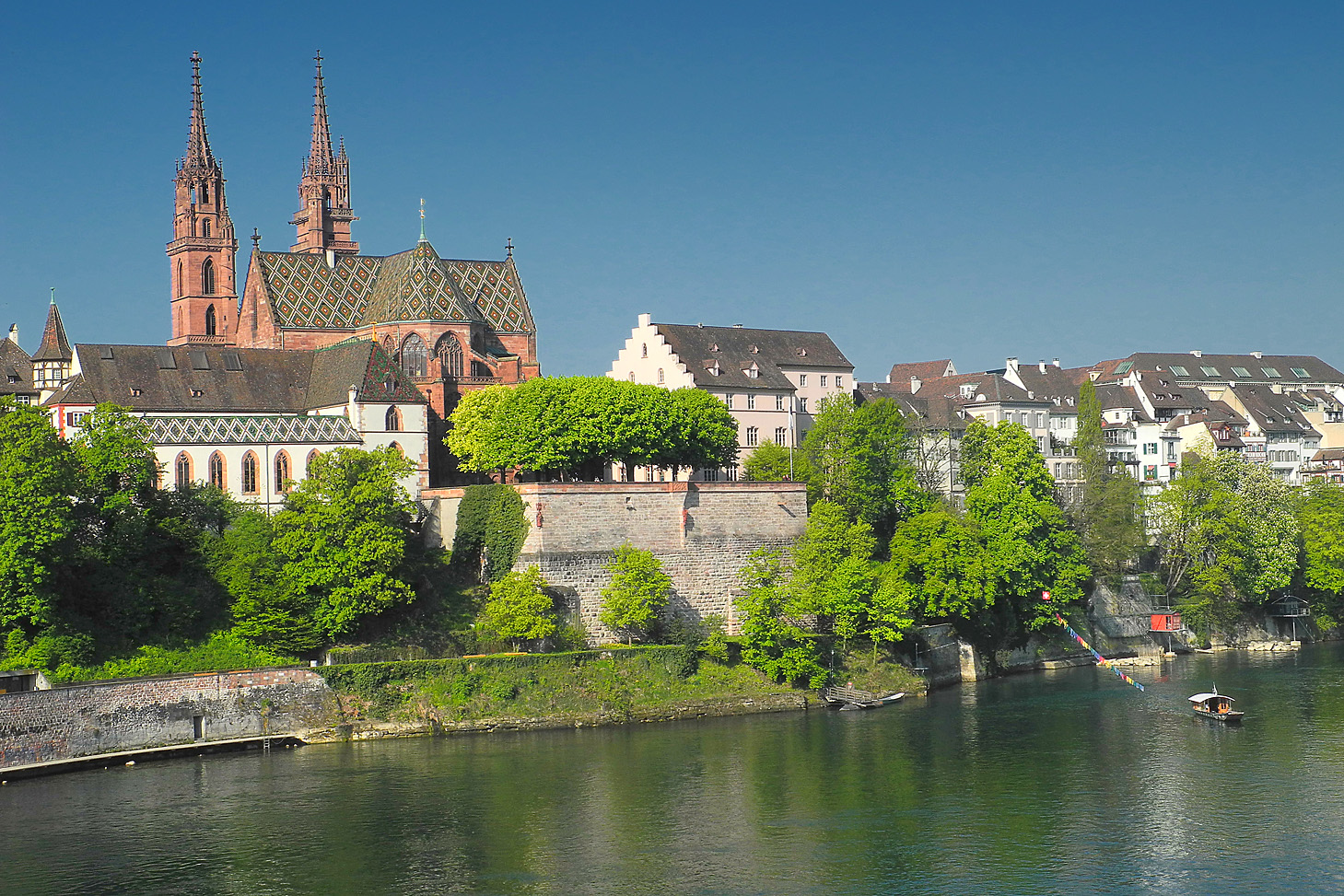
Bazel en de Rijn
Munster van Bazel
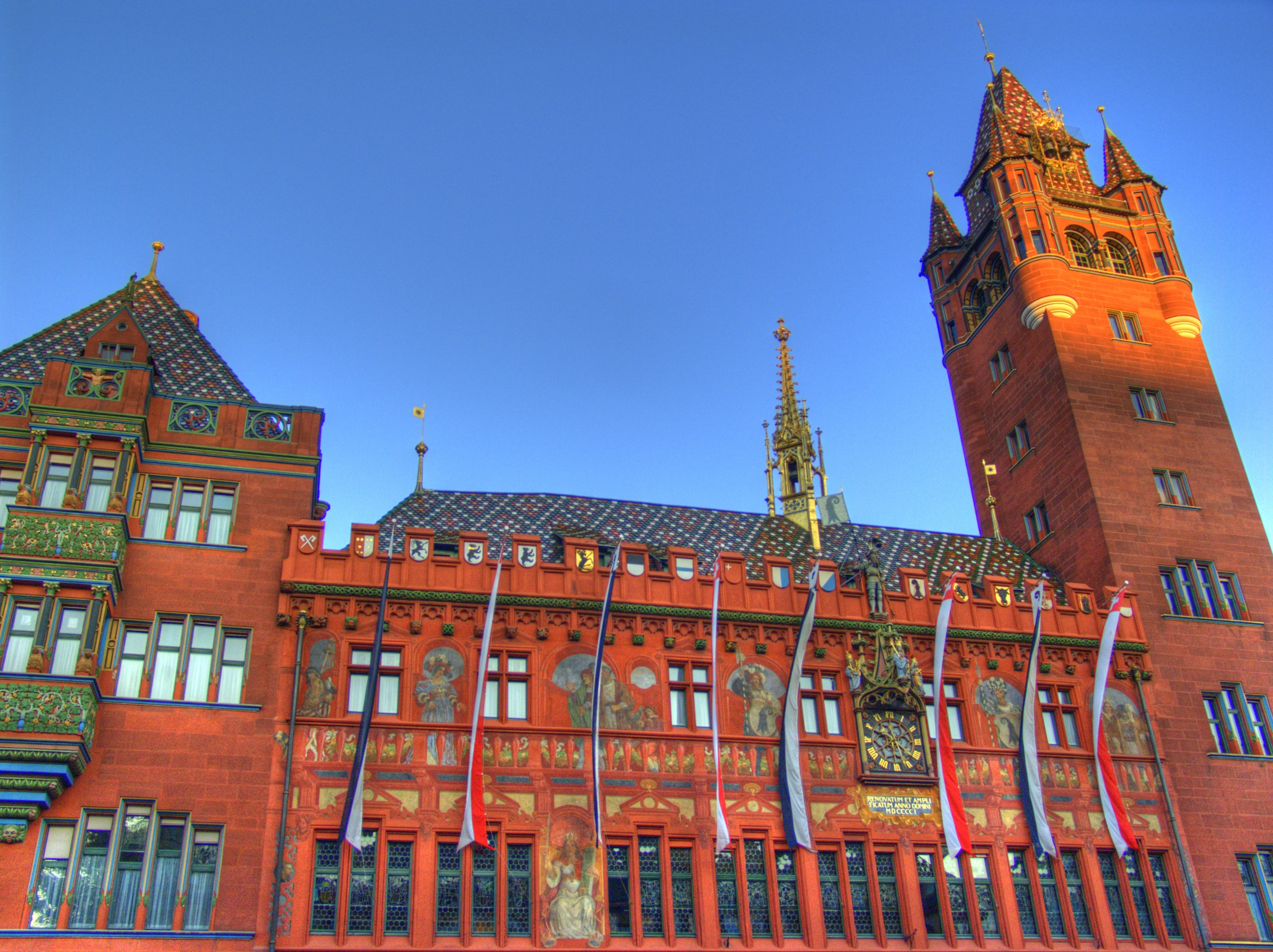
Het raadhuis van Bazel
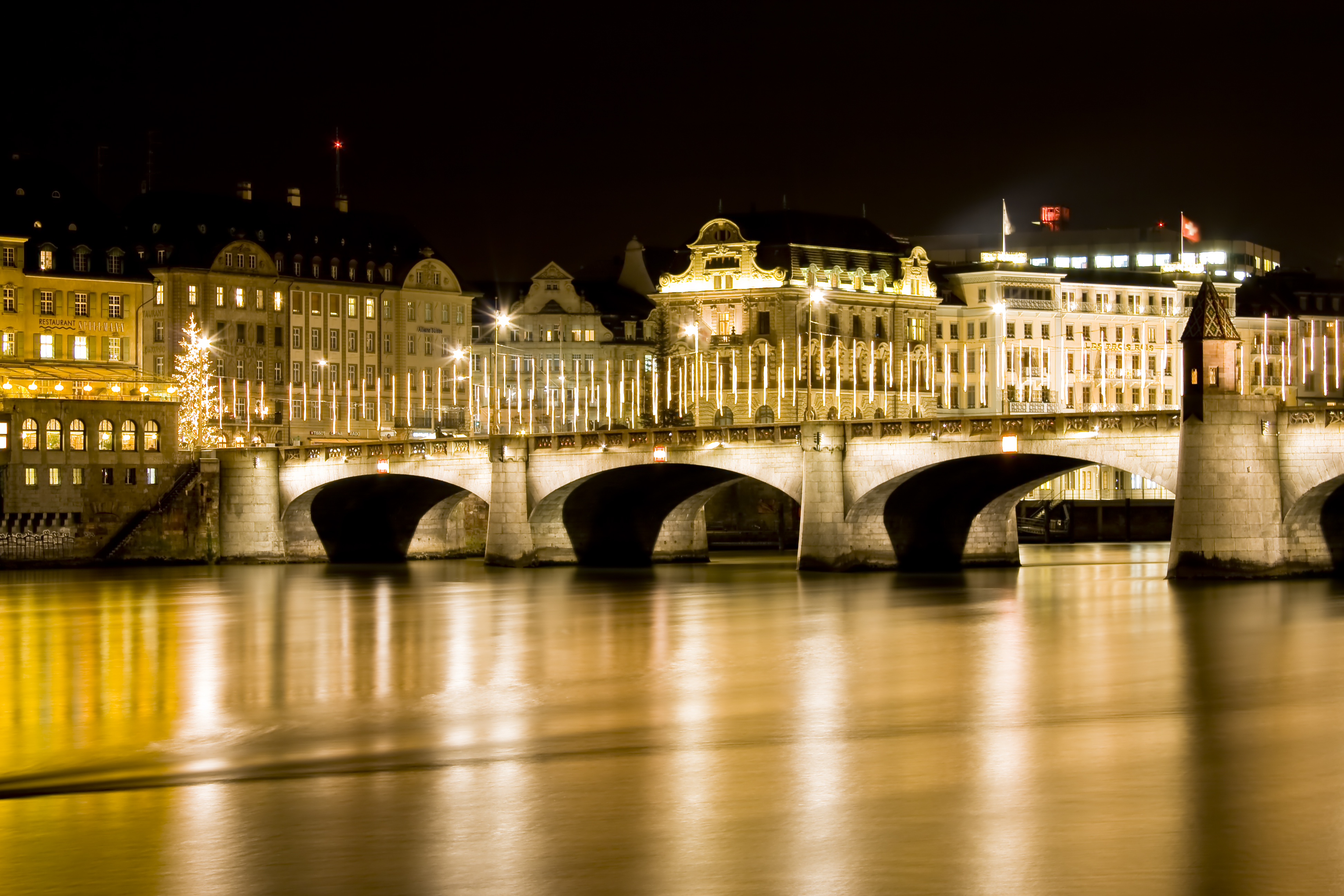
De Mittlere Rheinbrücke
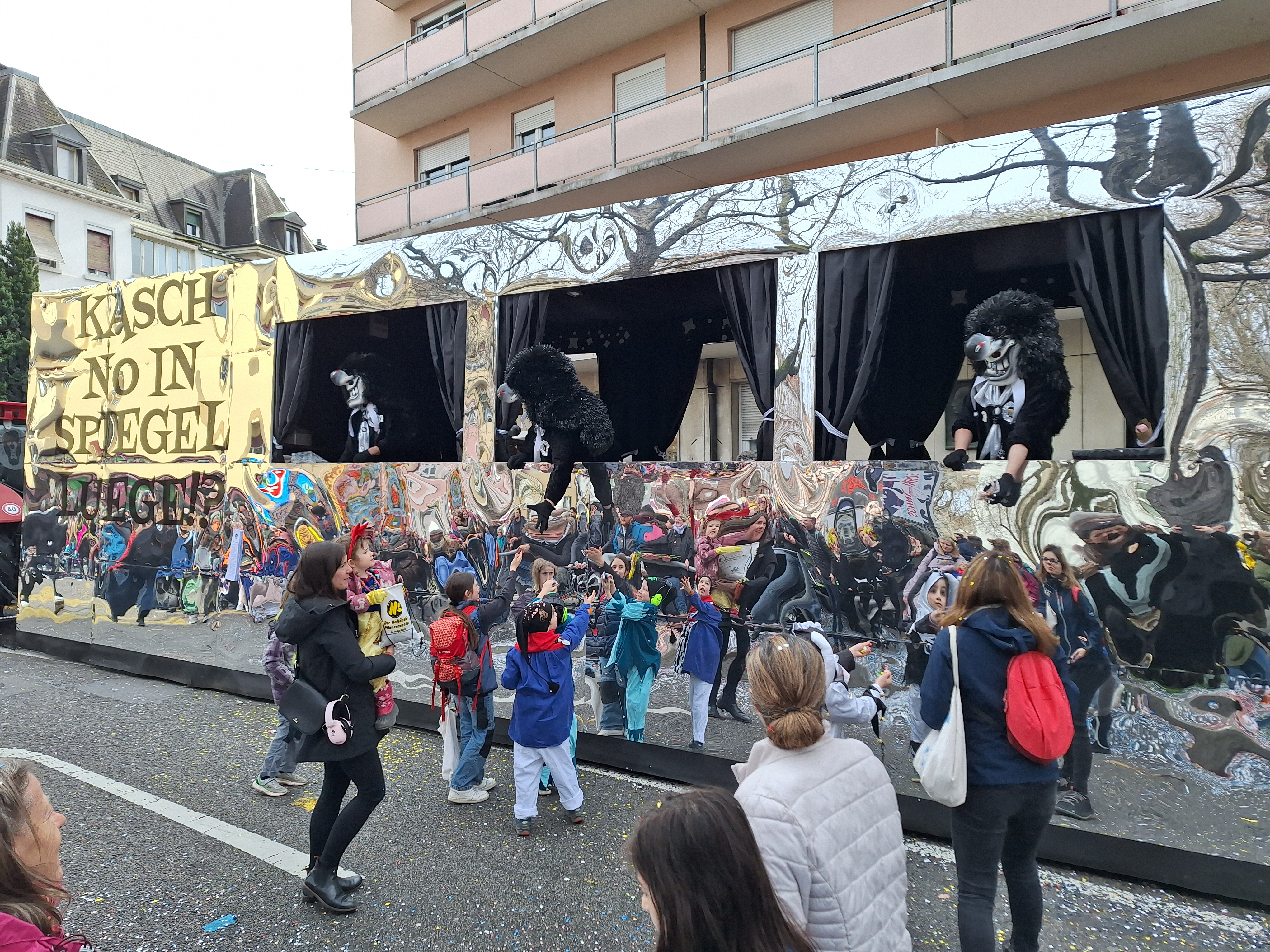
Paradevlotter op het Carnaval van Bazel 2025
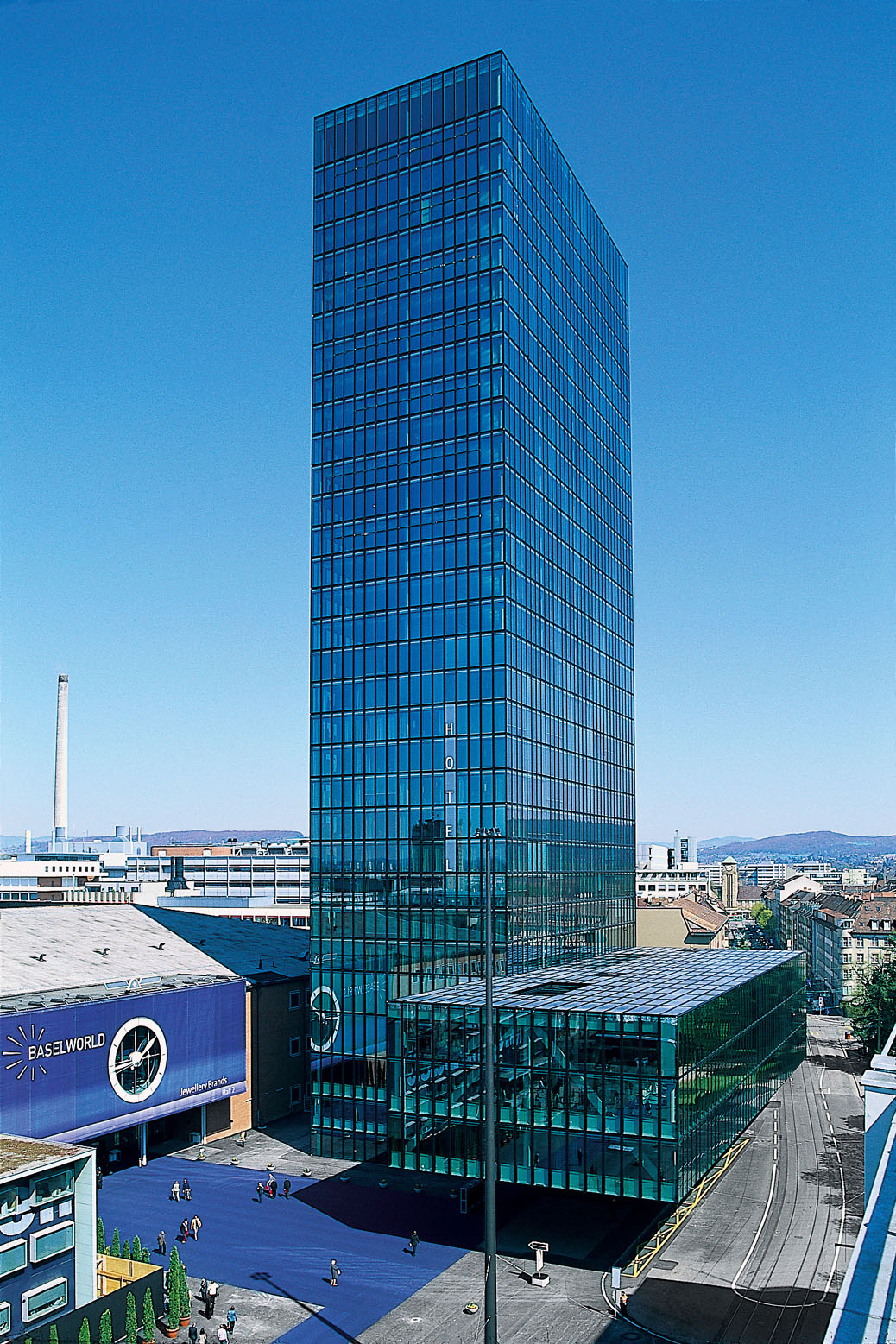
Messeturm
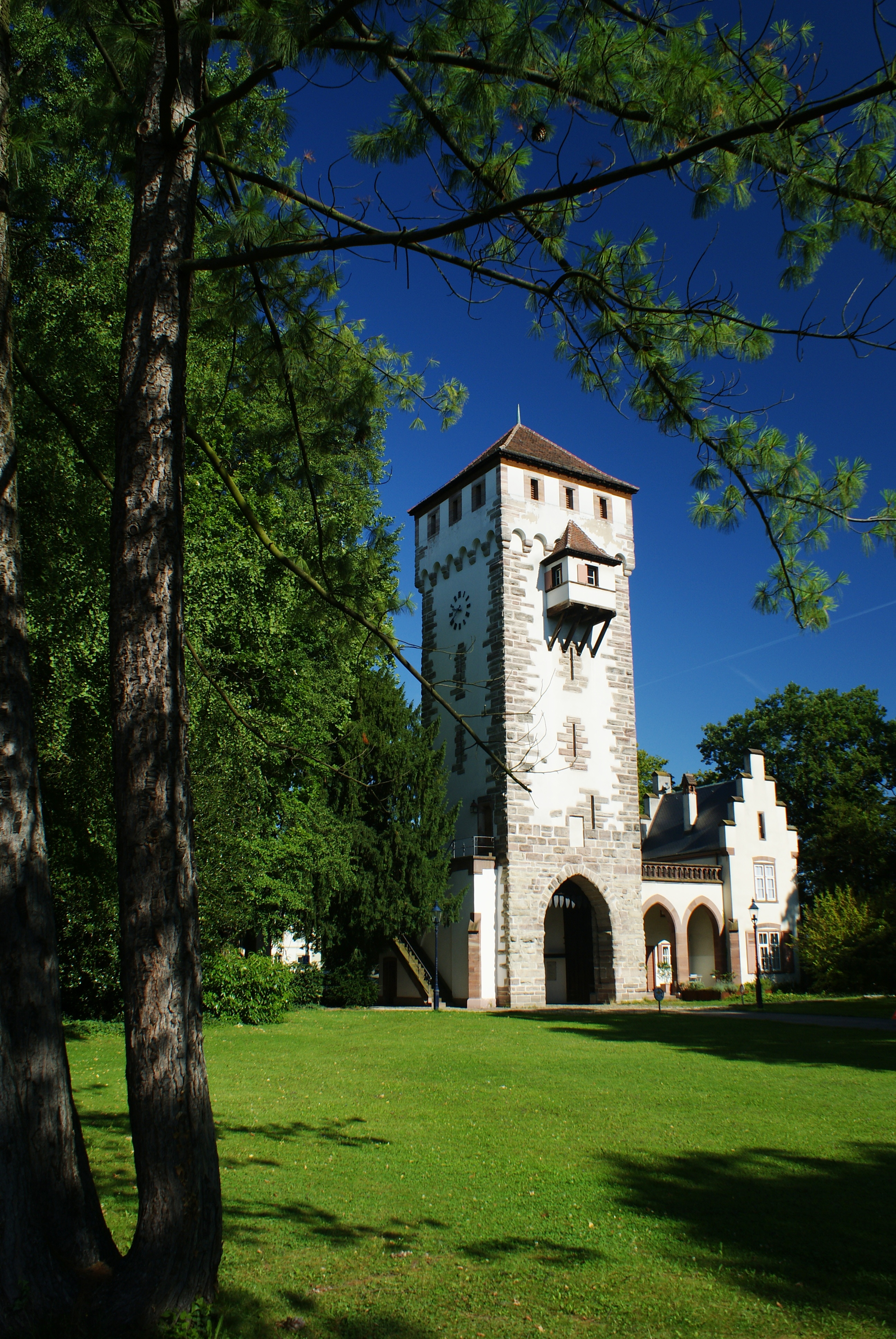
St. Albantor
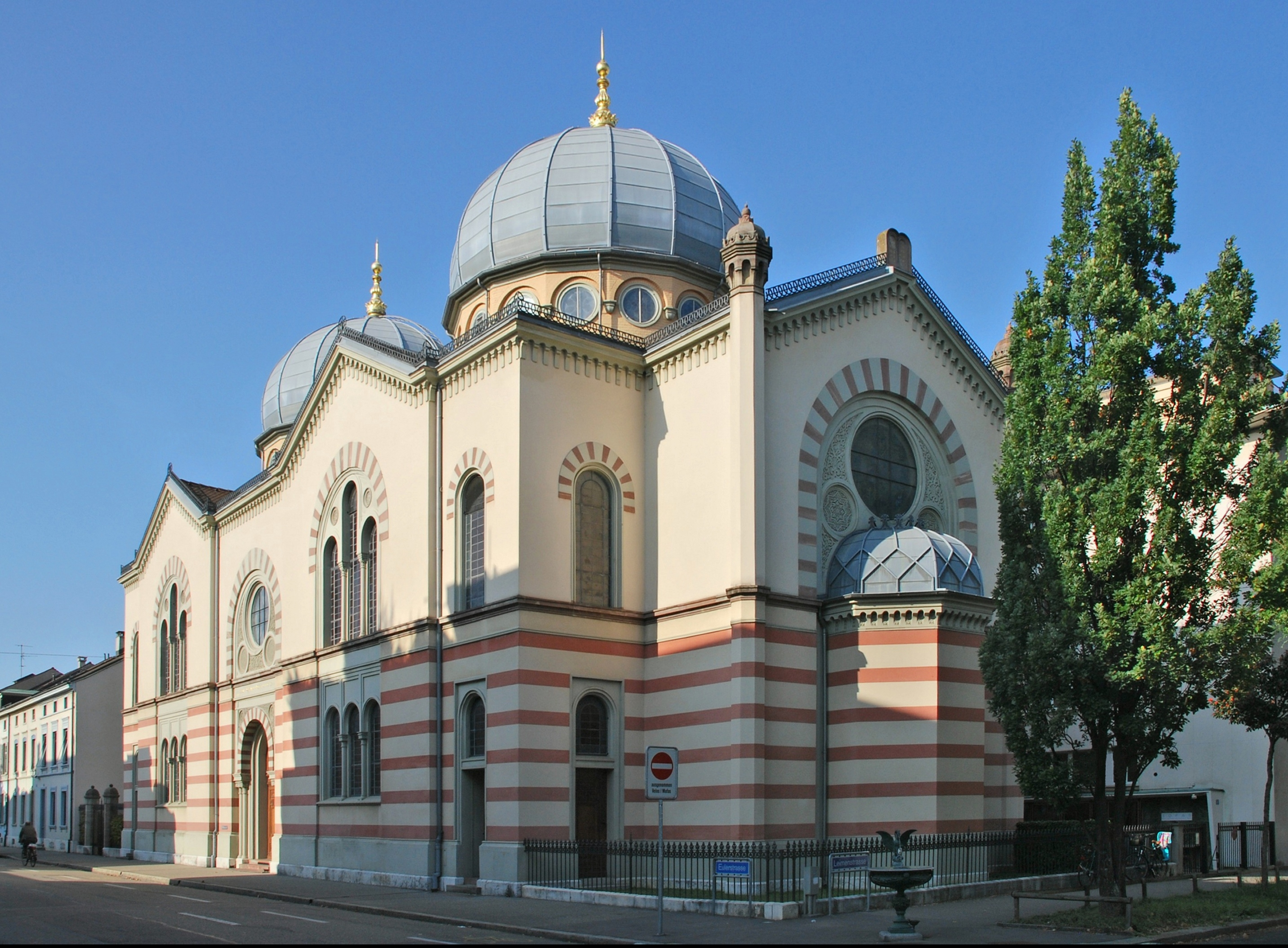
Grote synagoge van Bazel
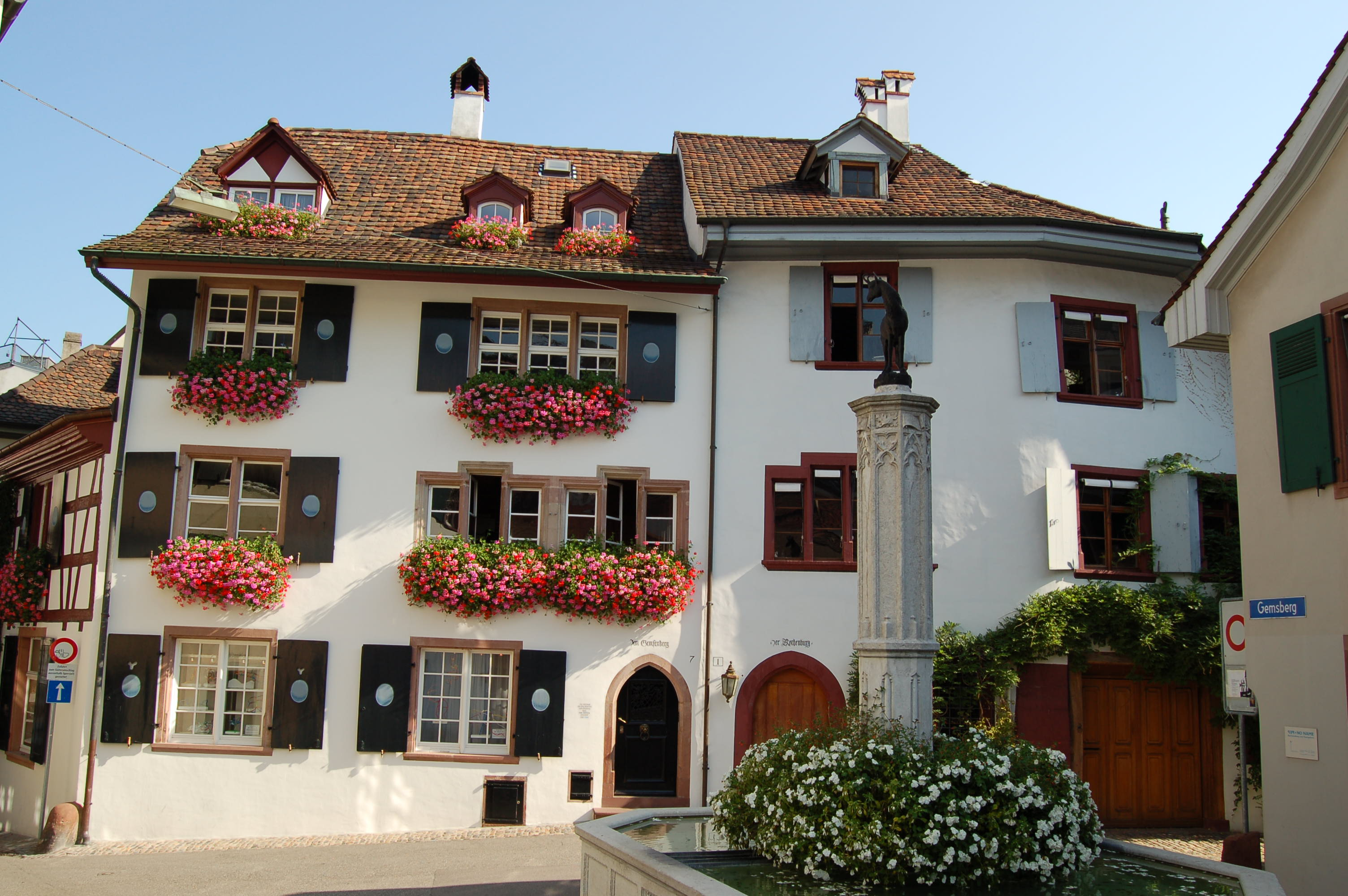
Gemsberg
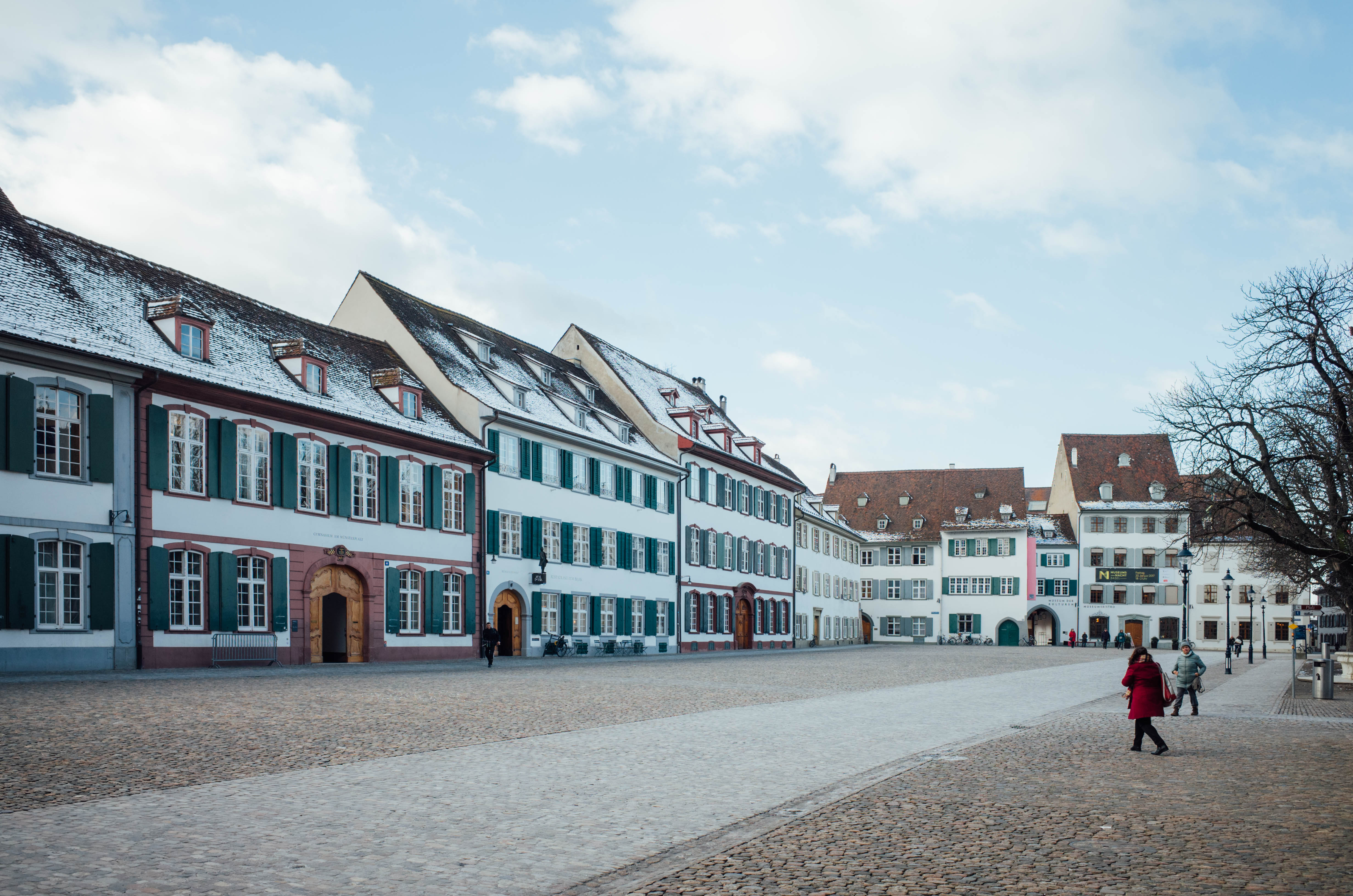
Münsterplatz
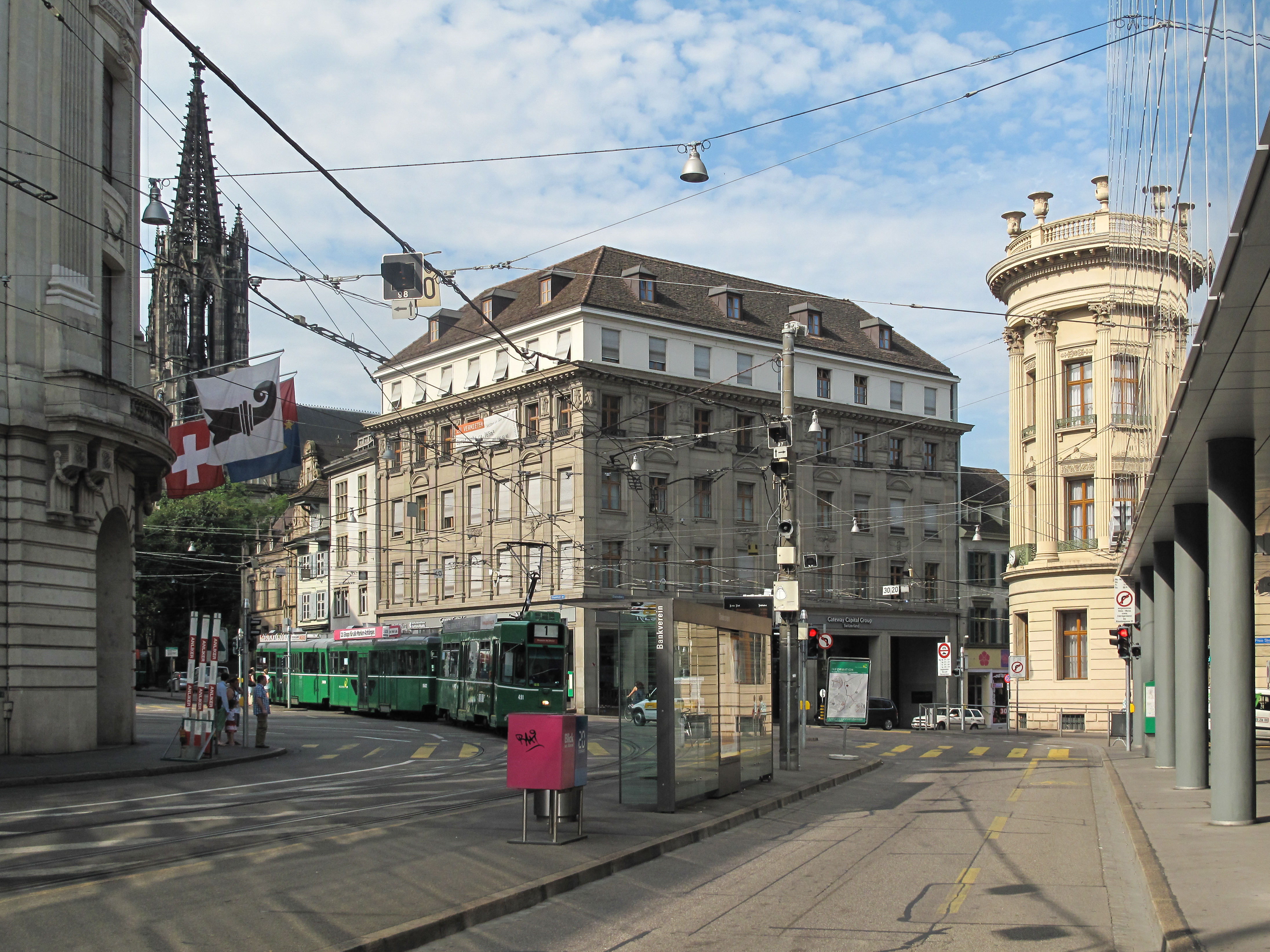
Steinenberg-Sankt Alban Graben
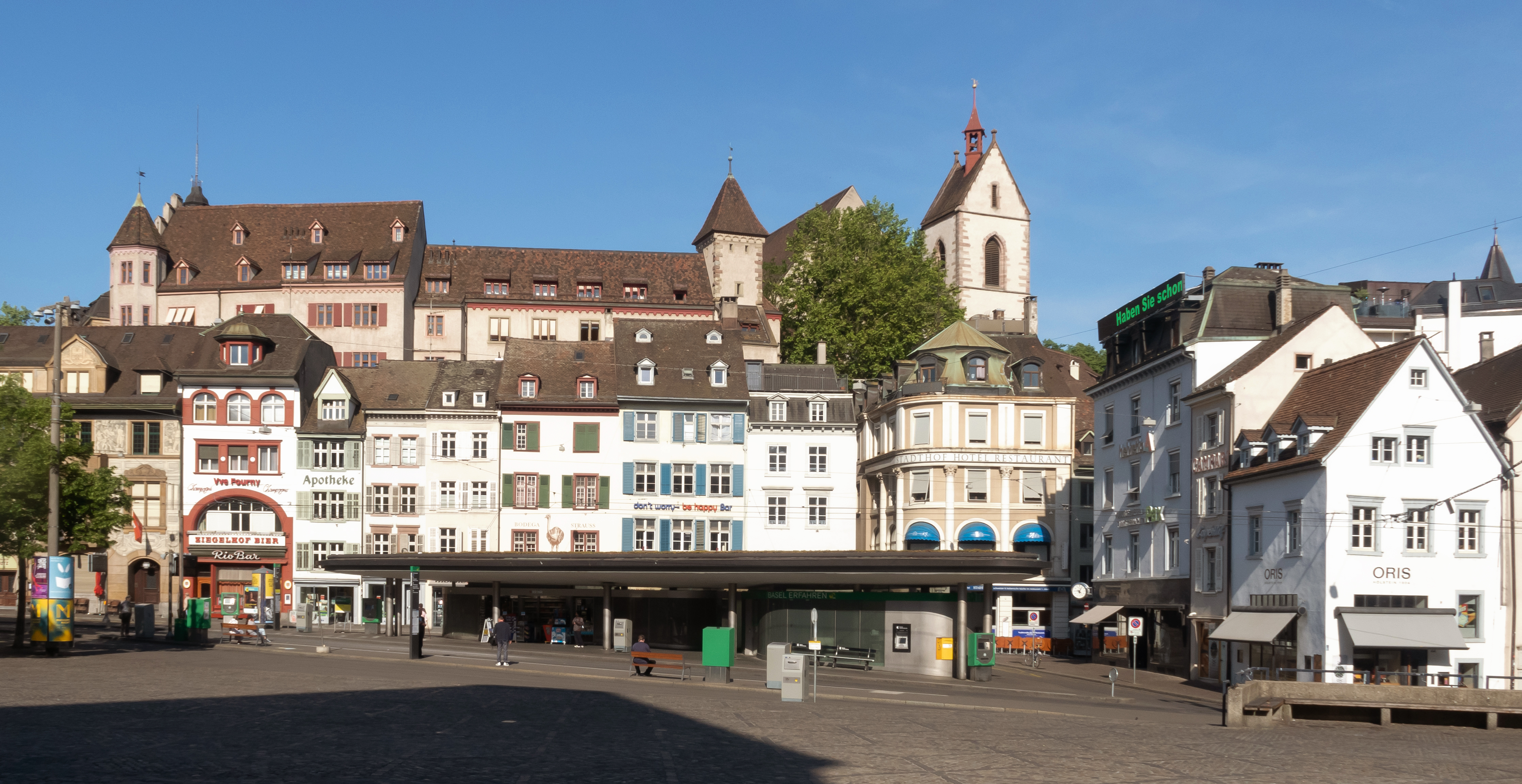
Barfüsserplatz
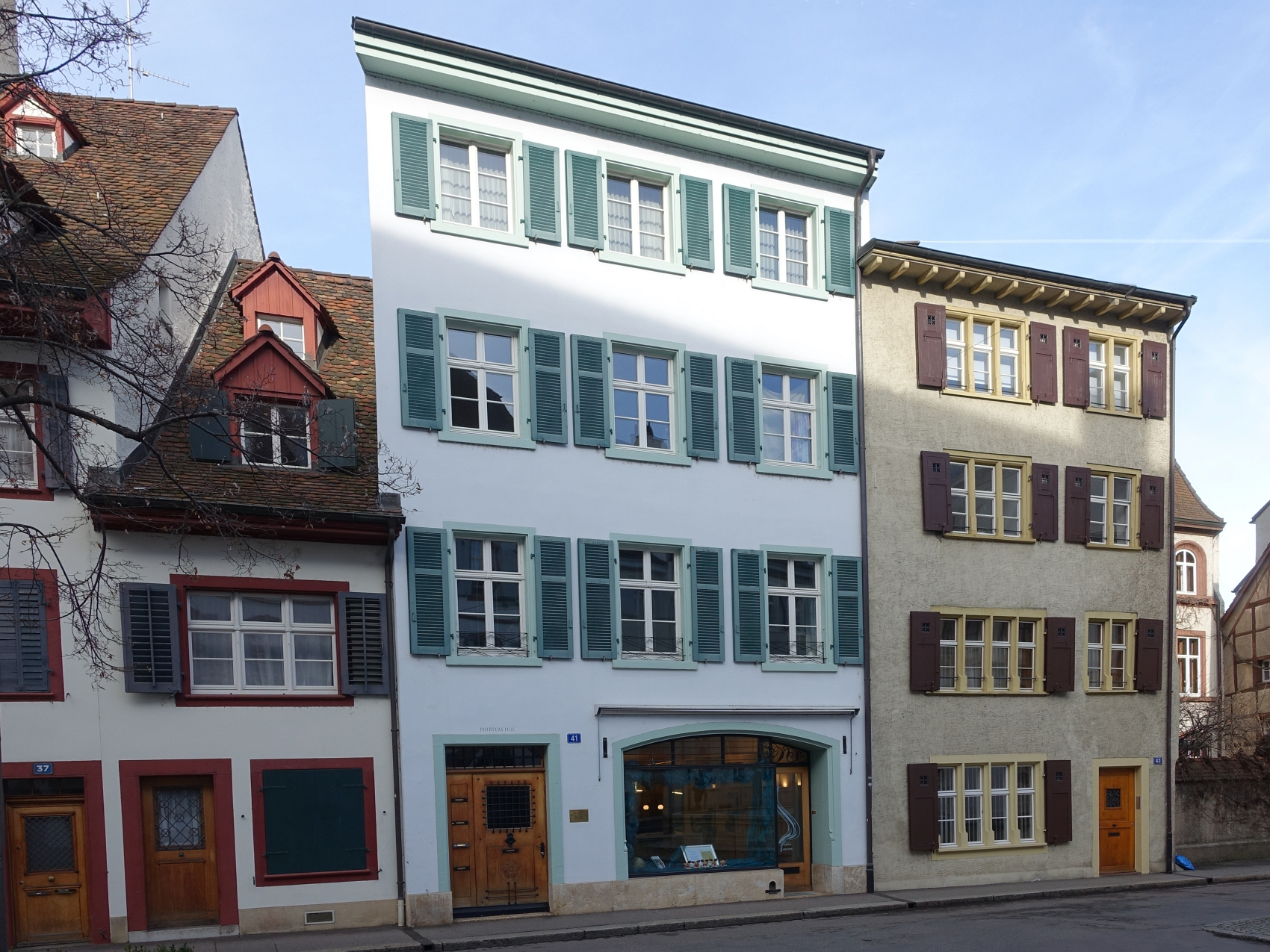
St. Alban-Vorstadt
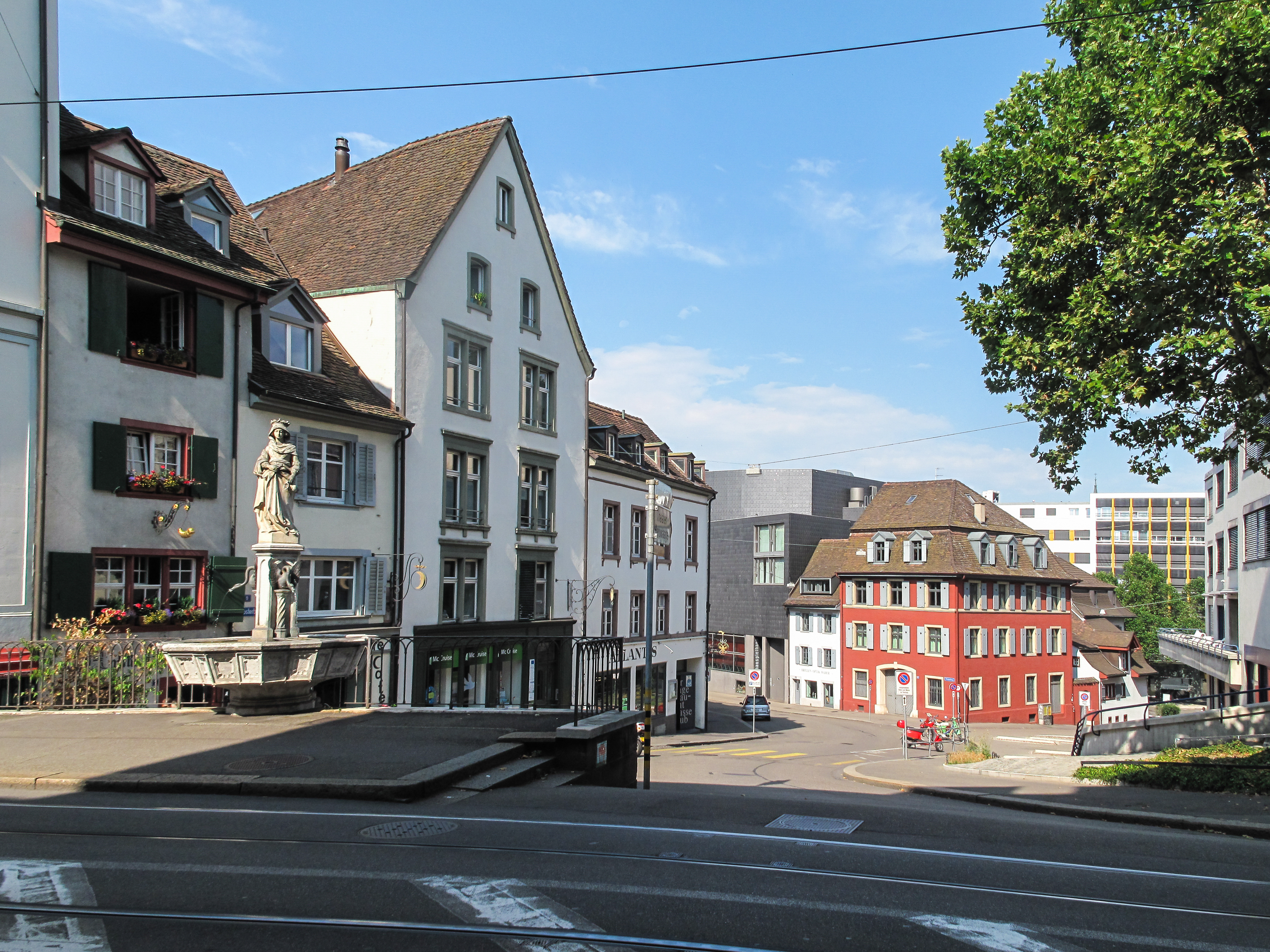
Klosterberg